# Fynsserien (fodbold)
 For alternative betydninger, se Fynsserien. (Se også artikler, som begynder med Fynsserien)
Fynsserien (også kendt som GF Fyn Serien grundet navnesponsorat) er den sjettebedste fodboldrække (en blandt flere) i Danmark.
Det er derimod den bedste fodboldrække for herrer administreret af lokalunionen DBU Fyn. Serien består af 14 hold. Den afvikles som en årlig turnering, hvor alle spiller mod alle både ude og hjemme (26 kampe). Vinderen rykker op i Danmarksserien.
| Fodbold | Spire Denne artikel om en fodboldturnering er en spire som bør udbygges. Du er velkommen til at hjælpe Wikipedia ved at udvide den. |